# Xã Granville, Quận Putnam, Illinois
Xã Granville (tiếng Anh: Granville Township) là một xã thuộc quận Putnam, tiểu bang Illinois, Hoa Kỳ. Năm 2010, dân số của xã này là 2.934 người.